# John FitzGeoffrey
John FitzGeoffrey, John Fitz Geoffrey o John fitz Geoffrey (1205? en Shere, Surrey, Inglaterra-23 de noviembre de 1258), fue lord de Shere y nombrado justiciar de Irlanda por el rey Enrique III de Inglaterra el 4 de noviembre de 1245; dejó el cargo en 1255.
Fitz Geoffrey era hijo de Geoffrey Fitz Peter, conde de Essex, y Aveline de Clare, hija de Roger de Clare, II conde de Hertford, y de Maud de Saint-Hilaire. Fitz Geoffrey no era el legítimo sucesor de su medio hermano, a quien sucedió como conde de Essex en 1227, ya que el título se traspasó de la primera esposa de su padre.

## Matrimonio y descendencia
Nota: Los varones tomaron el apellido FitzJohn ("Fitz" significa "hijo de").
Fitz Geoffrey fue el segundo marido de Isabel Bigod, viuda de Gilbert de Lacy e hija de Hugh Bigod, III conde de Norfolk, y de Maud Marshal de Pembroke. Se casaron antes del 12 de abril de 1234 y tuvieron seis hijos:
1. John FitzJohn de Shere (fallecido en 1275), casado con Margary, hija de Philip Basset de Wycombe (f. 1271).
2. Richard FitzJohn de Shere (f. 1297), lord FitzJohn desde 1290. Primer esposo de Emma (f. 1332). Sin descendencia.
3. William FitzJohn de Masworth (f. 1270).
4. Maud FitzJohn (f. 16/18 de abril de 1301), casada por primera vez con Gerard de Furnival (f. 1261), lord de Hallamshire,  y en segundas nupcias con William de Beauchamp, IX conde de Warwick, hijo de Isabel Mauduit y William de Beauchamp, de Elmley, Worcestershire. Tuvieron hijos.
5. Isabel (f. c. 20 de mayo de 1274),[2] casada con Robert de Vipont, lord de Westmorland (f. 1264). Tuvieron hijos.
6. Aveline (1229-1274), casada con Walter de Burgh (1230-1271), conde de Úlster. Tuvieron hijos.
7. Joan (f. 4 de abril de 1303), casada con Theobald le Botiller, antepasado de la dinastía Butler, condes de Ormond.